# Prvenstvo Hrvatske u roštiljanju
Prvenstvo Hrvatske u roštiljanju je gastronomsko natjecanje što se od 2010. godine održava u nekoliko hrvatskih gradova kao što su Zagreb, Križevci, Umag, Zadar, Kastav, Osijek, Knin, Orahovica i dr. Autor i vlasnik licence natjecanja je tvrtka Copywriting d.o.o. iz Zagreba, a dosad su održana tri prvenstva u roštiljanju (2010., 2011. i 2014. godine). Godine 2015. održano je i 4. Prvenstvo Hrvatske u roštiljanju uz PIK Vrbovec u 8 različitih hrvatskih gradova s velikim finalom u Zagrebu, na Bundeku (28. lipnja).
Glavna nagrada natjecanja je Zlatni ćevap, a za nju se natječu ekipe koje imaju tri ili četiri člana. Ekipe se natječu u kategorijama: ćevapčići, kobasice, vratina, ražnjići i junetina. O pobjedniku odlučuje gastronomski sud kojim predsjedava akademik kulinarstva Branko Ognjenović s tim da se članovi mijenjaju na svakom natjecanju.
Dosadašnji pobjednici Prvenstva Hrvatske u roštiljanju bili su Anita Mitrović i ekipa Maraske iz Zadra (2010.), ekipa Barchetta iz Ogulina (2011.) te ekipa Veseli Prigorci (2014.). Svako regionalno natjecanje popraćeno je nastupima glazbenih skupina poput Joy i Od srca do srca, dok su na velikim finalima održavanim u Zagrebu do sada nastupali izvođači poput glazbene skupine Gustafi, pjevača Ivana Zaka i drugih.

## Vanjske poveznice
- Prvenstvo Hrvatske u roštiljanju  Arhivirana inačica izvorne stranice od 11. travnja 2015. (Wayback Machine)